# Ariel Zeevi

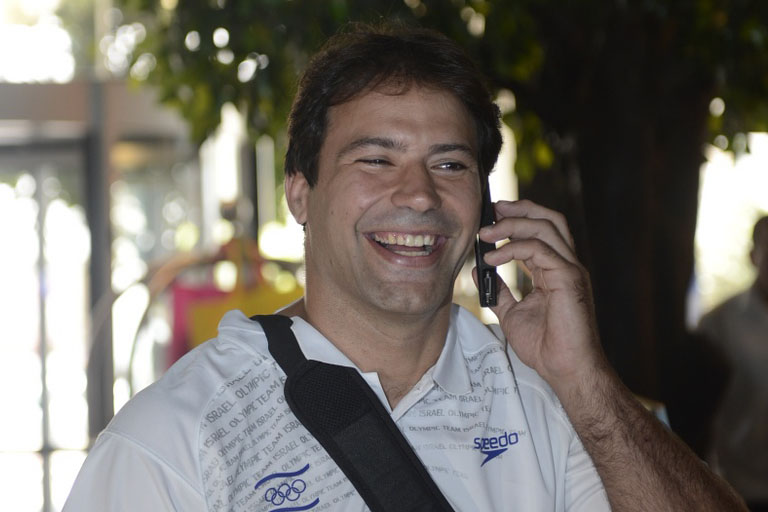
Ariel Zeevi 2012

Ariel „Arik“ Zeevi (* 16. Januar 1977 in Bnei Brak) ist ein ehemaliger israelischer Judoka.
Der 1,86 m große Ariel Zeevi gewann bis 1997 fünf israelische Landesmeistertitel in der Gewichtsklasse bis 95 kg. Ab 1998 trat er nahezu ausschließlich im Halbschwergewicht bis 100 kg an, in dieser Gewichtsklasse gewann er sieben weitere Landesmeistertitel.
Mit einer Bronzemedaille bei den Judo-Europameisterschaften 1999 gelang Zeevi auch international der Durchbruch. Bei den Judo-Weltmeisterschaften 1999 und den Olympischen Spielen 2000 erreichte er jeweils den fünften Platz. 2001 gewann Zeevi seinen ersten Europameistertitel. Bei den Judo-Weltmeisterschaften 2001 erkämpfte Zeevi eine Silbermedaille in der Offenen Klasse. 2003 und 2004 gewann Zeevi erneut bei den Europameisterschaften. Bei den Olympischen Spielen 2004 unterlag Zeevi im Kampf um den Finaleinzug gegen den Südkoreaner Jang Sung-ho und gewann letztlich eine Bronzemedaille.
Zeevi gewann bei den Europameisterschaften 2005 die Silbermedaille, 2007, 2008 und 2010 folgten Bronzemedaillen. Seinen letzten Titel gewann Zeevi bei den Europameisterschaften 2012. Bei den Olympischen Spielen 2012 schied er wie bereits 2008 frühzeitig aus.
2023 wurde Zeevi in die International Jewish Sports Hall of Fame aufgenommen.